# Sabinianus (usurpator)
Sabinianus (†240) was Romeins gouverneur van de Romeinse provincie Africa van 238 tot 240 en riep zichzelf uit als tegenkeizer.

## Context
In het jaar 238 of ook wel het Zeskeizerjaar genoemd, werd zijn voorganger Gordianus I, samen met zijn zoon Gordianus II uitgeroepen tot Romeins keizer. Lang duurde hun liedje niet, uiteindelijk werd de dertienjarige kleinzoon van Gordianus I, Gordianus III keizer. De werkelijke macht lag bij de schoonvader van Gordianus III, Thimestus. Sabinianus kwam in opstand en riep zichzelf uit tot keizer. In 240 werd hij uit de weg geruimd door Lucius Caesonius Lucillus Macer Rufinianus.